# Helicophagus leptorhynchus
Helicophagus leptorhynchus es una especie de peces de la familia Pangasiidae en el orden de los Siluriformes.

## Morfología
• Los machos pueden llegar alcanzar los 47,2 cm de longitud total.
- Número de  vértebras: 46-48.[1][2]

## Alimentación
Come predominantemente bivalvos.

## Hábitat
Es un pez de agua dulce. y de clima tropical.

## Distribución geográfica
Se encuentran en Asia:  cuencas de los ríos Chao Phraya y Mekong en Indochina.